# Artur Barciś
Artur Barciś (/ˈartur ˈbarʲʨ̑ĩɕ/; nacido el 12 de agosto de 1956) es un actor y director de cine polaco Sus apariciones en televisión incluyen la serie de antología Dekalog (1989) de Krzysztof Kieślowski, la serie Aby do świtu... (1992), y Kurierzy. De 2006 a 2016 interpretó al adorable neurótico Arkadiusz Czerepach en la serie de comedia Ranczo.
En 2011, él y su coprotagonista de Ranczo, Cezary Żak, protagonizaron Dziwna para, una adaptación polaca de la obra de teatro de Broadway de Neil Simon La extraña pareja.

## Biografía
En 1979 se graduó en la escuela secundaria de Rudniki y en la PWSFTviT de Lodz. Fue actor en el Teatro Targówek (1979-1981) y en el Teatro Nacional (1982-1984). Desde 1984 es actor en el Teatro Ateneum de Varsovia. Ganó popularidad por sus actuaciones en el show Pankracy's Window, destinado al público joven. A finales de los años 1990 ganó popularidad entre los televidentes gracias a uno de los papeles principales en la serie de televisión Miodowe lata, donde interpretó el papel de Tadeusz Norek. Ha ganado reconocimiento entre los espectadores interpretando papeles tanto cómicos como dramáticos.
En 2010 fue participante de la undécima edición del programa de entretenimiento de TVN Dancing with the Stars. Durante el séptimo episodio se retiró de la competición por una lesión en la pierna.

## Vida personal
Su esposa es Beata Dorota Barciś (nacida el 8 de agosto de 1962), editora de cine. Tienen un hijo, Franciszek (nacido en 1989), que interpretó el papel del joven Adasio Miauczyński en Nic śmieszny (1995) de Marek Koterski y un pequeño papel en la serie de televisión Honey Years. En septiembre de 2021 anunció que había apostatado.
Fue miembro del comité de apoyo honorario de Bronislaw Komorowski antes de las elecciones presidenciales aceleradas de 2010 y antes de las elecciones presidenciales polacas de 2015. Apoya al club de fútbol Raków Częstochowa.

## Filmografía seleccionada

### Películas
- 1981: Znachor como Wasylko
- 1981: El hombre de hierro como Estudiante
- 1982: Odlot como Rafał Michalski
- 1983: Wierna rzeka como Insurgente
- 1984: Siedem życzeń como Bolesław Luba
- 1984: Przemytnicy como "Szczur"
- 1984: Pan na Żuławach como Stefan Leszczak
- 1984: Lato leśnych ludzi como Piwko
- 1984: Bez końca como Dariusz Stach
- 1985: Zaproszenie como Janek Górski
- 1985: Sam pośród swoich como Pielarz
- 1987: Opowiadanie wariackie como Hombre enfermo
- 1987: No matarás como Trabajador
- 1987: Bez grzechu como Director de la oficina de correos
- 1988: No amarás como Hombre con una maleta
- 1988: Dekalog: One como Hombre en la piel de oveja
- 1988: Dekalog: Two como Asistente de laboratorio
- 1988: Dekalog: Three como Conductor de tranvía
- 1988: Dekalog: Four como Piragüista
- 1988: Dekalog: Five como Trabajador
- 1988: Dekalog: Six como Hombre con una maleta
- 1988: Dekalog: Seven como Hombre en la estación de tren
- 1988: Dekalog: Eight como Estudiante universitario
- 1988: Dekalog: Nine como Ciclista
- 1988: Chichot Pana Boga como Alcantarillado
- 1989: Virtuti como Jehorek
- 1989: Urodzony po raz trzeci como Józef Golonka
- 1989: Szklany dom como Teniente
- 1989: Stan posiadania como Vecino de Julia
- 1989: Rififi po sześćdziesiątce como Rydz
- 1989: Ostatni prom como Rysiek
- 1990: Maximilian Kolbe como Hermano Anzelm
- 1990: Ucieczka z kina "Wolność" como Krzysio
- 1990: Kramarz como Asistente de Chruścik
- 1990: Europa Europa como Soldado soviético capturado por los alemanes
- 1991: Rozmowy kontrolowane como Policía tratando de arrestar a Ryszard Ochódzki
- 1991: Powodzenia, żołnierzyku como Renkel
- 1992: Kawalerskie życie na obczyźnie como Stefan
- 1993: Straszny sen Dzidziusia Górkiewicza como Stryjek
- 1995: Wielki Tydzień como Zaleski
- 1995: Pułkownik Kwiatkowski como Capitán Malec
- 1996: Dzień wielkiej ryby como Ferroviario
- 1997: Kroniki domowe como Estanislao
- 1997: Historie miłosne como Abogado
- 2000: Sen o kanapce z żółtym serem
- 2001: Córa marnotrawna como Maciuś Cichy
- 2002: Superprodukcja como "La persona metafórica"
- 2007: Braciszek como Piotr Kosiba
- 2009: Galerianki como Padre de Alicja
- 2017: The Art of Loving: The Story of Michalina Wisłocka como Bolesław
- 2017: Dwie korony como priest chancellor
- 2019: Czadowy film como él mismo
- 2023: El curandero como butler Józef

### Series de TV
- 1986: Tulipan como Zbyszek (Episodio 5 y 6)
- 1991: Pogranicze w ogniu como "Kuna" (Episodio 17 y 24)
- 1992: Aby do świtu... como itchyologist Nowacki (Episodio 13)
- 1993: Żywot człowieka rozbrojonego (Episodio 2 y 3)
- 1998–2003: Miodowe lata como Tadeusz Norek
- 1999: Świat według Kiepskich como Tadeusz Norek from Miodowe lata
- 2004: Całkiem nowe lata miodowe como Tadeusz Norek
- 2004: Na dobre i na złe como Alfred Kwiatkowski (Episodio 173)
- 2004: Kryminalni como Mierzwa (Episodio 10)
- 2006–2009: The Ranch como Arkadiusz Czerepach
- 2007: Halo Hans! como Mosze vel von Thorgelsund
- 2008: Pitbull como Zenon Lebioda (Episodio 20)
- 2011–2016: The Ranch como Arkadiusz Czerepach
- 2012–2018: M jak miłość como Jerzy Kolęda
- 2017: The Chairman's Ear como former Health Minister Konstanty (Episodio 27 y 33)